# Anders Torstenson
Anders Torstenson (Stralsund, 20 januari 1641 – Stockholm, 8 november 1686) was een Zweedse graaf en gouverneur-generaal van Zweeds Estland van 1674 tot 1681. Hij was de zoon van graaf en veldmaarschalk Lennart Torstenson. Torstensson werd in 1664 een luitenant-kolonel bij de Svea livgarde en in 1668 stalmeester. In 1673 werd hij lid van de Zweedse rijksraad en in 1684 of 1685, werd hij benoemd tot president van de Åbo hovrätt, maar kon wegens een ziekte daar niet werken.
In 1665 trouwde hij met Christina Catharina Stenbock (1649-1719), dochter van graaf Gustaf Otto Stenbock. Hun zoon Carl Ulrik Torstenson (1685-1727) werd kolonel van het Närke-Värmland regiment.